# Praça dos Orixás
A Praça dos Orixás (também conhecida como Magé) se localiza em Brasília (Distrito Federal, Brasil) às margens do Lago Paranoá, ao lado da Ponte Honestino Guimarães, na margem do lado da Asa Sul. Situada aproximadamente a 4 km do ponto de encontro dos eixos Central e Monumental de Brasília, região central da cidade, é um dos cartões postais de Brasília. É ponto de referência das práticas religiosas de matriz africana.

## Características
Consiste em um terreno de aproximadamente 200 m² dividido em três áreas. Na área central, um espaço de aproximadamente 100 m², calçado com paralelepípedos, encontram-se as esculturas de 16 orixás erguidas na década de 1990.
A praça foi atacada por vândalos, sendo que em 2006 teve quatro estátuas de orixás arrancadas de seus pedestais. Em 2009 foi restaurada e reaberta ao público, exibindo as 16 estátuas de orixás, de cerca de 1,5 m de altura, de autoria do artista plástico baiano Tatti Moreno. A escultura de Iemanjá, situada no centro da praça e sobre um pedestal mais portentoso, destaca-se das demais.
Duas pistas separam a Praça dos Orixás do Setor de Embaixadas, além disso, poucos metros de lago a separam do bairro nobre do Lago Sul. O Tribunal de Contas e o Ministério Público da União situam-se a cerca de 1 ou 2 km da praça, sendo que a própria Praça dos Três Poderes, sede do Governo Federal, não fica a mais de 5 km.  A Praça dos Orixás localiza-se dentro daquilo que se convencionou denominar “conjunto urbanístico de Brasília”, área que em 1987 foi inscrita na Lista do Patrimônio Mundial da UNESCO e, em 1990, no Livro de Tombo Histórico do IPHAN.

## Ataques
Em 2016 uma estátua de Oxalá foi queimada de forma criminosa, a mesma já havia sido atacada em 2015. 6 das 16 estátuas do local estão com algum tipo de dano.
Em 2017 a praça sofreu ataques de vândalos que tentaram roubar partes das estátuas.
Rafel Moreira,  presidente da Federação de Umbanda e Candomblé do DF e entorno falou sobre os acontecimentos: "Em 2000, tivemos a inauguração da Praça dos Orixás, com 16 monumentos. Desde o início, são comuns ataques às estátuas, muitas vezes motivados por intolerância. Em 2005, chegaram a tacar fogo em Iemanjá. Nos últimos dois anos, ao menos seis monumentos foram depredados".
Aos finais de semana, carros invadiam o espaço e havia excesso de poluição sonora incomodando os integrantes do Candomblé que ainda relataram sofrer zombarias.